# 2000年夏季残疾人奥林匹克运动会毛里塔尼亚代表团
2000年夏季残疾人奥林匹克运动会毛里塔尼亚代表团是毛里塔尼亚派出的2000年夏季残疾人奥林匹克运动会代表团。未获得奖牌。